# Garcinia prainiana
Garcinia prainiana ist ein Baum aus der Familie der Clusiaceae aus Thailand und Malaysia.

## Beschreibung
Garcinia prainiana wächst als immergrüner, langsamwüchsiger Baum bis etwa 10 Meter hoch.
Die gegenständigen, einfachen und ledrigen Laubblätter sind kurz gestielt. Die ganzrandigen, abgerundeten bis spitzen, etwa 10–20 Zentimeter langen Blätter sind eiförmig bis verkehrt-eiförmig. Die Basis ist keilförmig bis abgerundet oder leicht herzförmig.
Garcinia prainiana ist zweihäusig diözisch. Die Blüten erscheinen in dichten, kleineren oder größeren, endständigen Gruppen, seltener einzeln. Die (funktionell) eingeschlechtlichen, fünfzähligen und gestielten Blüten mit doppelter Blütenhülle sind rosa bis rötlich. Die rundlichen Kelchblätter sind rötlich-grün. Die verkehrt-eiförmigen Petalen sind dachig. Die männlichen Blüten besitzen einen großen, roten Pistillode und viele, kurze Staubblätter in fünf länglichen Bündeln die auf den Petalen stehen. Die weiblichen einen oberständigen Fruchtknoten mit fleischiger, sitzender und großer, roter Narbe.
Es werden 3–5 Zentimeter große, oft leicht zusammengedrückt rundliche, orange und mehrsamige Früchte, Beeren mit dünner, ledriger, glatter Schale sowie Kelch- und knopfartigen Narbenresten an der Spitze gebildet. Die 2 oder mehr (4) Samen liegen in einem duftenden, orangen und saftigen Fruchtfleisch. Die beigen, rundlichen bis ellipsoiden, glatten Samen sind etwa 0,9–1,1 Zentimeter lang.

## Verwendung
Die süß-sauren Früchte mit angenehmem Geschmack sind essbar.